# Lissocephala parabicolor
Lissocephala parabicolor är en tvåvingeart som beskrevs av Toyohi Okada 1985. Lissocephala parabicolor ingår i släktet Lissocephala och familjen daggflugor. Inga underarter finns listade i Catalogue of Life.